# Fotocasa
Fotocasa es un portal inmobiliario especializado en la compraventa y alquiler de viviendas de segunda mano y de obra nueva en España y Andorra. Permite publicar y buscar anuncios de inmuebles a través de internet.
Fotocasa elabora desde enero de 2005 un indicador sobre la evolución del precio de la vivienda de segunda mano en España, y Andorra. Así como con un blog con noticias sobre la actualidad inmobiliaria.
Hoy en día Fotocasa.es pertenece a Adevinta Spain, que además cuenta con los portales Habitaclia, Infojobs, Coches.net, Motos.net y Milanuncios.

## Historia
Fotocasa tiene sus orígenes en el canal de vivienda del portal horizontal Anuntis, creado en 1999. A partir de este canal, en 2001 fue creado vivendum, un sitio web especializado en inmobiliaria. En 2004 la fusión entre éste y la web fotocasa que había lanzado la empresa canadiense Trader Segundamano en 2003, dio lugar al nuevo portal inmobiliario.
Fotocasa pertenece a Adevinta Spain, que además cuenta con los portales Habitaclia, Infojobs, Coches.net, Motos.net y Milanuncios, y está a su vez al grupo de comunicación noruego Schibsted (actualmente Adevinta), después de que en septiembre de 2013 este grupo adquiriera el 100% de Anuntis Segundamano.

## Premios
- Premios E-Awards 2012 a la mejor estrategia Digital 2012.[5]
- Premios Website de Año: Web del año (2008). Web más popular del sector inmobiliario (2008, 2009, 2010).[6]